# شروه
شَرْوِه یکی از این آوازهای معروف لری و سوگسرودهایی است که به آن شروه می‌گویند که در عزاداری و ماتم عزیزان خوانده می‌شود. شروه، غالبا در مناطق روستایی استان بوشهر رایج بوده و از این رو می‌توان آن را از «موسیقی روستایی» به شمار آورد که امروزه یکی از شاخصه های موسیقی آوازی استان بوشهر محسوب می‌شود. شروه گونه‌ای خوانندگی از اشکال موسیقی به‌خصوص در استان‌های بوشهر ، هرمزگان، کهگیلویه و بویراحمد و نواحی جنوبی استان فارس است که به عنوان آواز دشتی، نغمه‌ای غمگنانه در مایه دشتی است. برای این نغمه اشعار دوبیتی بکار می‌رود که غالباً از شاعران دوبیتی سرای جنوب می‌باشد.
شروه در لغت با تلفظ‌های شرفنگ، شرفه و... نوعی خوانندگی، صدای پا و به‌خصوص به معنی صدا و نغمه آهسته و بانگ است.

## خاستگاه شروه
اگرچه که همگان شروه را از جنوب ایران میشناسند اما شروه واژه ای ناب و ایرانی بوده و از آبشخور فرهنگ و تمدن دیر پای اقوام آریایی نوشیده و سپس در سیر تطور خود از دالان کلماتی هم چون شرفنگ sarfang ، شرفه sarfa(e) ،شرفالنگ sarfalang، شرفک sarfak و شرفانگ sarfang عبور کرده و اکنون با نام زیبای شروه خودنمایی می کند. تمام این واژه های یاد شده در طی زمان در زیر گرد و غبار فراموشی دفن گردیده اند. اما واژه شروه بخت آن را داشته که زنده و سبز و جاوید در گلستان زمان و اندیشه اهل جنوب نشو و نما کند و به شکوفه بنشیند. 
خاستگاه شروه مناطق دشتی، دشتستان و تنگستان در استان بوشهر و عموماً جنوب ایران است. در مناطق استان بوشهر به شروه، حاجیانی یا شنبه‌ای نیز گفته می‌شود که به نظر می‌رسد از شیوه‌های شروه‌خوانی است و چون در این مناطق شروه بیشتر با دوبیتی‌های فایز دشتی خوانده می‌شود به آن فایزخوانی هم می‌گویند. در شروه‌خوانی مناطق استان بوشهر از دوبیتی‌های دوبیتی‌سرایان محلی چون: فایز دشتی، مفتون بردخونی، باکی، نادم و... یا باباطاهر نیز بهره می‌برند. در نقاط مختلف ایران شروه‌خوانی را دشتی یا آواز دشتی می‌شناسند.
منطقه دشتی مرکز محور شروه به شمار می‌آید، شروه در یک جمله مهم‌ترین آهنگ و سوز و ساز جنوب است، این سروده از دل برخاسته بیشتر مواقع در مایه دشتی، شوشتری، ترک و نوا خوانده می‌شود. شروه به صورت منفرد و تک نفری با نوایی سوزناک اجرا می‌شود که البته باید آن را با مرثیه خوانی متفاوت دانست، زیرا این آوای جنوبی در قالب دوبیتی‌هایی است که بیشتر عاشقانه‌اند و بوی وصل و فراق و وصف معشوق می‌دهند و چه بسا محتوای این دو بیتی‌ها بسیار از غم دور است، اما شکل و شیوه قرائت و خواندن آن‌ها به صورت شروه خواه ناخواه با ریتمی غم‌آلوده همراه می‌شود.

## ثبت شروه
کارشناس ثبت میراث فرهنگی استان بوشهر در گفت‌وگو با خبرنگار فارس در دشتی اظهار داشت: در جلسه سیاست‌گذاری شورای ثبت در ۲۳ و ۲۴ خردادماه ۱۳۹۰ شروه که خاستگاه آن منطقه دشتی در استان بوشهر است به ثبت رسید.